# 希特勒茶壺
麥可·葛瑞夫設計的鈴鐺與哨子不鏽鋼燒水（英語：Michael Graves Design Bells and Whistles Stainless Steel Tea Kettle），俗稱希特勒茶壺（英語：Hitler teapot），是由美國零售商兼百貨公司連鎖店傑西潘尼（JCPenney）於2013年販售的一款不鏽鋼燒水壺。該燒水壺因外觀被認為與納粹德國元首阿道夫·希特勒相似，而在社群媒體上引起關注。

## 背景
這款燒水壺是由美國建築師及設計師麥可·葛瑞夫為傑西潘尼設計的產品。它於2013年5月首次引起關注，在加州卡爾弗城405號州際公路上，一張展示該產品廣告看板的照片被上傳至網路。部分網友（尤其是在社交新聞網站Reddit上）注意到這款燒水壺外型與1933年至1945年納粹德國元首阿道夫·希特勒有相似之處。燒水壺的黑色手把與壺蓋頂部被解讀為希特勒的分頭髮型與招牌衛生鬍，壺嘴則被認為像是舉起的右手做納粹禮。根據KPCC聽眾調查，約31%的受訪者認為茶壺與希特勒相似，約25%表示不認同該觀點。

## 回應
由於媒體報導及網路熱議，傑西潘尼移除了引起爭議的廣告看板，並表示燒水壺與希特勒的相似純屬巧合。官方推特表示：「如果我們要把茶壺設計成某種形象，我們會選擇雪人。」「希特勒茶壺」亦被視為「空想性錯視」現象的案例，即人們在隨機圖案中看出有意義的圖像或模式。《國土報》記者加夫里爾·羅森費爾德認為，該茶壺的話題熱度屬於更廣泛的「希特勒化」及希特勒迷因現象的一部分。
由於這款燒水壺聲名遠播，該茶壺於傑西潘尼門市迅速售罄，有些商品後來在eBay等二手平台上重新出現，價格高達199美元，遠高於原價40美元。